# 양화공주
양화공주 비씨(兩花公主 比氏)는 신라의 공주로, 소지마립간의 정비 선혜부인과 호조와의 사이에서 출생하였으며, 이찬 비조부의 누이이다. 법흥왕에 의해 대가야의 이뇌왕과 혼인하여 대가야의 태자인 월광과 대가야의 마지막 왕인 도설지왕, 진흥왕의 후비가 되는 월화궁주 등을 낳았다.

## 가족 관계
- 아버지 : 비지배(比枝輩)
- 어머니 : 선혜부인(善兮)
  - 남매 : 이찬 비조부(比助夫)
    - 조카 : 제 8대 풍월주 문노(文努)

  - 남편 : 대가야의 9대 왕 이뇌왕(異腦王)
    - 아들 : 도설지왕(道設智王)
    - 아들 : 월광태자(月光太子)
    - 딸 : 월화공주(月華公主)